# Sipura
Sipura ou Sipora (em indonésio:  Pulau Sipura ou Sipora é uma ilha da Indonésia, a oeste de Samatra. Fica no arquipélago das ilhas Mentawai, a sul de Siberut e a norte de Pagai do Norte e Pagai do Sul. É a menor e mais desenvolvida destas quatro ilhas.
A capital da regência das Ilhas Mentawai, Tua Pejat, fica em Sipura. Estima-se que entre 10% e 15% da selva original se conserva nesta ilha.
Sipura é um destino popular de surf. Várias praias ficam no extremo sul da ilha. A ondulação é mais consistente de abril a outubro, mas Sipura é todo o ano destino de surf. As condições do vento podem variar bastante, mas as águas são em geral calmas e cristalinas. 